# Rennebaken
Koordinaten: 51° 28′ 16″ N, 9° 1′ 48″ O
Rennebaken ist eine Wüstung in der Gemarkung von Rhoden, einem Stadtteil von Diemelstadt im nordhessischen Landkreis Waldeck-Frankenberg.

## Geographische Lage
Der Ort lag auf etwa 260 Meter über Normalhöhennull, etwa 1 km östlich von Rhoden, in der Feldmark zwischen der heutigen Bundesstraße 252 und der Bundesautobahn 44.

## Geschichte
Rennebaken wurde im Jahre 1304 erstmals urkundlich erwähnt, als ein Paderborner Domherr der Stadt Rhoden seine in Rennebaken und Rhoden gelegenen Güter übertrug. Anlässlich der Heirat seines Sohnes Otto II. im Jahre 1339 mit Mechthild (Mathilde), Tochter des Herzogs Otto III. von Braunschweig-Lüneburg, verschrieb Graf Heinrich IV. von Waldeck seiner Schwiegertochter zur Leibzucht Burg und Stadt Rhoden mit Renten u. a. aus Rennebaken. Als Graf Heinrich VI. von Waldeck 1390 die Burg Rhoden mit Zubehör an Kurt Spiegel zum Desenberg und dessen Ehefrau Gertrud verpfändete, waren unter dem Zubehör auch der Zehnt und Hufen zu Rennebaken; da war die Siedlung wohl bereits verlassen worden.